# Departamento Chamical
Das Departamento Chamical liegt im Osten der Provinz La Rioja im Nordwesten Argentiniens und ist eine von 18 Verwaltungseinheiten der Provinz. 
Es grenzt im Norden an das Departamento Capital, im Osten an die Provinzen Catamarca und Córdoba, im Süden an das Departamento General Belgrano und im Westen an das Departamento General Ángel V. Peñaloza. 
Die Hauptstadt des Departamento Chamical ist das gleichnamige Chamical. Sie liegt 135 km von der Provinzhauptstadt La Rioja entfernt und 1.000 km von Buenos Aires.

## Städte und Gemeinden
Das Departamento Chamical ist in folgende Gemeinden aufgeteilt:
- Chamical
- Bella Vista
- El Retamo
- Esperanza de los Cerrillos
- Esquina del Norte
- La Aguadita
- Polco
- Santa Bárbara
- Santa Rita de la Zanja